# Franz Mühlhofer
Franz Mühlhofer (* 22. Jänner 1881 in Neunkirchen; † 16. Februar 1955 in Wien) war ein österreichischer Höhlenforschungspionier.

## Leben
Franz Mühlhofer widmete sich der militärischen Laufbahn, welche ihn als jungen Leutnant nach Triest brachte, wo er Kontakt zu den küstenländischen Höhlenforschern unter Andreas Perko bekam und an der Gründung des Vereines „Hades“ mitwirkte. In dieser Zeit fallen Forschungen in der Adelsberger Höhle, der Riesenhöhle bei Triest und Forschungsfahrten im unterirdischen Timovalauf.
1911/12 nahm Mühlhofer an einer Saharaepedition von Otto Artbauer teil, wo er sich insbesondere der Erforschung der Cyrenaika und ihrer alten Bewässerungsanlagen widmete.
Im Ersten Weltkrieg geriet Mühlhofer in russische Gefangenschaft. Nach seiner Rückkehr wurde er als Major in das neu geschaffene Bundesheer übernommen. Bedingt durch den Verlust der klassischen Karstgebiete wählte er vorerst Niederösterreich als Forschungsgebiet. Anfang der 1920er Jahre untersuchte Mühldorfer verschiedene niederösterreichische Höhlen auf die Abbauwürdigkeit von Höhlenerde als Düngemittel (Österreichischen Höhlendüngeraktion). Als die phospathältigsten Höhlen Niederösterreichs wurden die Merkensteinhöhle bei Bad Vöslau und die Schwarzgrabenhöhle bei Maiersdorf (Gemeinde Hohe Wand) identifiziert. Der Abbau zerstörte diese archäologisch äußerst interessanten Fundorte. Aus der Merkensteinhöhle wurden 6,6 Tonnen, aus der Schwarzgrabenhöhle 2,4 Tonnen Erde zur Ausbringung auf Feldern entnommen. Die damals vorgenommenen Notgrabungen entsprachen nicht den heutigen Dokumentationsstandards. Ein Großteil der Funde kann nicht mehr spezifischen Schichten zugeordnet werden. Die anfänglich hohen Erwartungen erfüllten sich nicht. Man sprach von der „Menschheitswiege bei Wien“ und der „Höhle der zwanzig Millionen Knochen“. 1929 war Mühlhofer der Entdecker der „Falschmünzerhöhle“ bei Bad Fischau und konnte damit eine alte Sage bestätigen.
Zusammen mit Rudolf Saar und anderen gründete er den Verein für Höhlenkunde in Wien und Niederösterreich und bewerkstelligte den Zusammenschluss aller speläologischen Vereinigungen Österreichs und Deutschlands im Hauptverband deutscher und österreichischer Höhlenforscher, dessen erster Präsident er wurde.
Mit Hautmann gründete Mühlhofer das Heimatmuseum von Wiener Neustadt und später das von Hainburg. 1931 ernannte ihn das Bundesdenkmalamt zum Konservator für den Bezirk Baden. Er wurde am Wiener Zentralfriedhof bestattet. Das Grab ist bereits aufgelassen.
In zahlreichen Publikationen hat Mühlhofer die Ergebnisse seiner Forschungen veröffentlicht.
Mühlhofers umfangreiche prähistorischen und paläontologischen Aufsammlungen befinden sich im Wiener Neustädter Museum, im Niederösterreichischen Landesmuseum und im Naturhistorischen Museum in Wien.

## Quelle
- Rudolf Saar: Franz Mühlhofer +, Mitteilungen der Höhlenkommission, 1953 (2), 1955

## Publikationen
- Der mutmaßliche Timovatalschluß, Globus, Band XCII, Nr. 1, 1907, S. 12–15.
- Beiträge zur Kenntnis der Cyrenaika. Speläologische Monographien, Bd. IV, Wien 1923
- Vorgeschichtliche Untersuchungen bei Warmbad Villach, Wiener Prähistorische Zeitschrift, 12. Jgl 1925, S. 116–131.
- Das frühbronzezeitliche Reihengräberfeld bei Hainburg-Teichtal. Selbstverl. d. Anthrop. Ges.